# ベイジングストーク・アンド・ディーン
座標: 北緯51度15分22秒 西経1度06分40秒 / 北緯51.256度 西経1.111度
ベイジングストーク・アンド・ディーン（Basingstoke and Deane）は、イングランド南東部ハンプシャーにある非都市ディストリクト、バラ。ベイジングストークに行政機能を有する。

## 沿革
1974年4月にベイジングストーク・ディストリクトとして成立した。その後1978年1月にバラ・ステータスを取得した際にバラ・オブ・ベイジングストーク・アンド・ディーンに改名した。名称変更の際、議会は「域内最大の町と最小の村の名称を組み込んだ」と述べたが、実際にはディーンより小さい地区が8つ存在している。

## 地理
ハンプシャーの北部に位置し、北側でバークシャーと接している。
主な町や村
- ベイジングストーク

隣接する自治体
- ハンプシャー
  - ハート
  - イースト・ハンプシャー
  - シティ・オブ・ウィンチェスター
  - テスト・ヴァレー
- バークシャー
  - ウェスト・バークシャー（英語版）
  - ウォーキンガム（英語版）

## 政治・行政
選挙は4年に3度実施され、選挙ごとに60議席の3分の1が改選される。1973年の第一回選挙から、保守党の単独与党か全政党が過半数を取れないかのいずれかの結果に終わっている。
| 政党 | 政党       | 議席数 |
|      | 保守党     | 33     |
|      | 労働党     | 10     |
|      | 自由民主党 | 5      |
|      | 無所属     | 6      |